# Jan van Bijlert

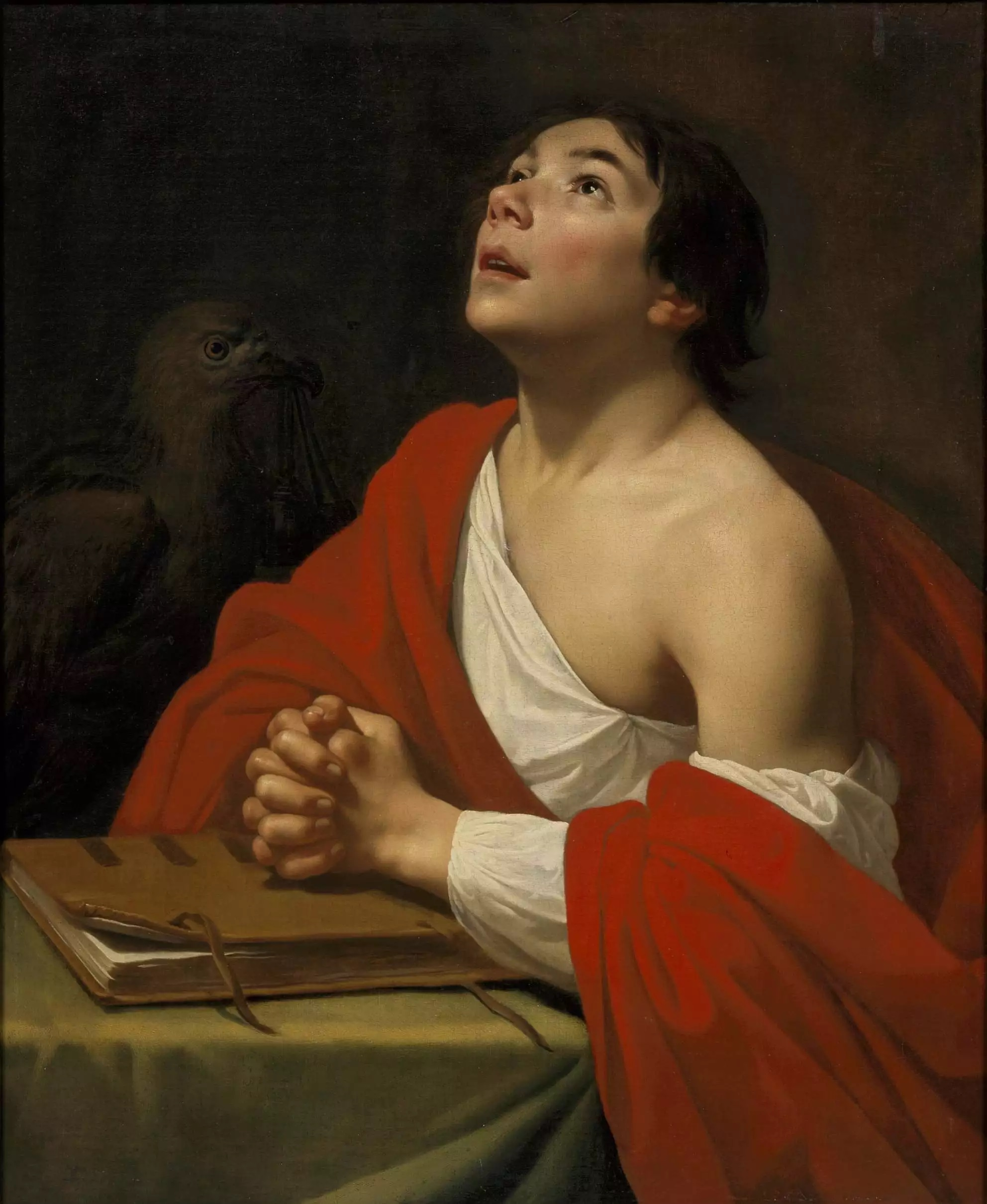
San Juan Evangelista, óleo sobre lienzo, 94,3 x 77,6 cm, Utrecht, Centraal Museum.

Jan Hermansz van Bijlert (c. 1597-13 de noviembre de 1671) fue un pintor barroco neerlandés relacionado con la Escuela caravaggista de Utrecht.

## Biografía
Jan van Bijlert nació en Utrecht, siendo  hijo de un pintor especializado en la pintura sobre cristal, con quien pudo iniciarse en el oficio. Completó su formación como pintor hacia 1616 en el taller del manierista Abraham Bloemaert. De 1620 a 1624 realizó su Grand Tour viajando por Francia e Italia. En 1621, encontrándose en Roma, fue uno de los miembros fundadores del grupo de pintores nórdicos residentes en la ciudad papal conocido como los Bentvueghels. En 1625, de regreso en Holanda, contrajo matrimonio en Ámsterdam. Establecido en su ciudad natal, de la que ya no se movió hasta su muerte, el mismo año de su matrimonio se incorporó a la «schutterij» o milicia cívica. En 1630 ingresó en la iglesia Reformada y en 1634 en la hermandad del hospital de San Job, del que fue regente en 1642 y 1643. 
Su estilo, en el primer momento de un acusado caravaggismo, evidente en la primera de sus obras firmadas, el San Sebastián atendido por santa Irene (1624) y en la elección de sus motivos iniciales, frecuentemente protagonizados por músicos y gente de tropa, fue evolucionando hacia fórmulas de un mayor clasicismo.